# Heliport Eqalugaarsuit

i7
i11
i13
Der Heliport Eqalugaarsuit (ICAO-Code: BGET) ist ein Hubschrauberlandeplatz in Eqalugaarsuit im südlichen Grönland. Da er kein Abfertigungsgebäude besitzt, wird der Heliport auch als Helistop bezeichnet.

## Lage und Ausstattung
Der Heliport liegt im südlichen Teil des Dorfs, liegt auf einer Höhe von 3 Metern und hat eine mit Schotter bedeckte 30 × 20 m große rechteckige Landefläche.

## Fluggesellschaften und Ziele
Für 2020 war Eqalugaarsuit nicht auf dem Flugnetz von Air Greenland verzeichnet.